# Hebbal, Krishnarajanagara
Hebbal là một làng thuộc tehsil Krishnarajanagara, huyện Mysore, bang Karnataka, Ấn Độ.